# インターローカルTV
インターローカルTV（インターローカルティーヴィー）は、かつてインターローカルメディア株式会社が運営を行っていたCSテレビチャンネル。略称はIL-TV（アイ・エル・ティーヴィー）。

## 概要
当初は、いわさきグループが中心となって、アジアと九州の情報を全国に広く発信することを目的としたAQステーション（えーきゅーステーション）として開局。チャンネル名のAQとは「アジア&九州」（ASIA & QSHU）の略称としていた。
しかし、アジアと九州の情報だけでは無料放送が成り立たなくなり、いわさきグループ以外からも出資を受け、広く日本全国のローカルメディアコンテンツを受け入れ地域と地域をつなぐという意味で現在の社名等に変更した。九州・沖縄地区の一部のケーブルテレビ、スカパー!e2（現・スカパー!）にて視聴可能であった。
しかし、
- 不況などによる広告収入の減少
- 国による通販番組の総量規制の動き[1]
- スカパー!全体のハイビジョン（HD）化進展[2]等で無料放送を続けていくことが困難となり、2010年9月16日いっぱいで閉局した。

閉局時は24時丁度で完全に痕跡が消され、以後チャンネルを手動入力しても「このチャンネルはありません。」と表示されるだけとなった。それと同時に、衛星劇場（現・松竹ブロードキャスティング）から、同社が運営するホームドラマチャンネルのスカパー!における事業を受託して、無料番組枠の「インターローカルアワー」が設けられて、これまで放送してきた番組の一部を無料で続けられることになった。後に、IMAGICAティーヴィー（現・WOWOWプラス）からの受託で、歌謡ポップスチャンネルでも「インターローカルアワー」の無料番組枠が設定された。

## チャンネル概要
- チャンネル名：インターローカルTV
- 略称：IL-TV（アイ・エル・ティーヴィー）
- 委託放送事業者：インターローカルメディア株式会社
- プラットフォーム・チャンネル番号

CS放送
- - スカパー!e2（現・スカパー!）：Ch.CS194

因みに、チャンネル番号は「いい九州」の語呂合わせである
ケーブルテレビ
- - かごしま光テレビ
  - 西彼ケーブルネットワーク
  - みなみチャンネル
  - 琉球マルチメディアケーブルネットワーク
- 視聴料金：無料
- 当初は196chでデータ放送の「AQデータ放送」も開局し双方向型のサービスを開始する予定であったが、高性能のチューナーの開発の遅れから開始を延期。結局、放送が開始されないままスカパー!e2（当時）のホームページからも紹介が削除され、開局が断念された。

## 沿革
- 2002年11月1日 - シーエス九州（現・インターローカルメディア）、開局と同時に「AQステーション」として放送開始。当初から無料放送を実施。
- 2007年6月1日 - チャンネル名称を「インターローカルTV」へ改める。
- 2010年9月16日 - 24時をもって放送終了。

## 放送された主な番組
主な番組として、韓国国際放送交流財団が運営する海外向け英語テレビ放送「アリランテレビ」と台湾の海外向けテレビ放送「マクロビュー（宏観電視）」のサイマル放送を一部時間帯で実施したほか、九州・沖縄を中心とした民放テレビ局やCATVの人気番組の時差放送や独自制作の番組の放送を行った。但し、佐賀県、宮崎県に関する定時番組は少ない。
運営会社がいわさきグループの系列であることから、「いわさきグループ」が提供クレジットに出る番組やいわさきグループの企業のCMも多かった。

### 自社制作番組
- IL-TVコンテンツボックス（旧・AQコンテンツコンテスト）
  - 全国の視聴者・クリエーターから集まった映像作品をオンエア。
- CLUB Jack Box（旧・BUG BURGER）
  - 九州大学芸術工学部の学生たちによる番組。
- 驚異のフカセ釣り ZENSOH TV
- 焼酎のうまい肴
- 大衆演劇シリーズ
- 岩崎育英奨学会 政経マネジメント塾

など

### 九州・沖縄地区の民放テレビ局制作番組
- 沖縄"旬"ダイニングシェフ・道筆博のまーさん堂（沖縄テレビ放送）
- 九州けいざいNOW（TVQ九州放送）
- 郷土劇場（沖縄テレビ放送）
- 週刊山崎くん（熊本放送）
- ナマ・イキVOICE（鹿児島テレビ放送）
- ばりすご☆ボイガー7（TVQ九州放送）
- 若っ人ランド（テレビ熊本）
- 我ら釣キング（福岡放送）
- 列車で行こう! 〜九州・鉄道の旅〜（TVQ九州放送）
- さつま狂句（南日本放送）

### その他のテレビ局制作番組
- いい伊豆みつけた（伊豆急ケーブルネットワーク制作）旅チャンネルでも放送している。
- 角座てれび落語(関西テレビ☆京都チャンネル制作)
- 歌舞伎っすS（KBS京都制作）
- 生命之光
- 台湾尚青（台湾・三立電視台制作）
- 在台湾的故事（台湾・三立電視台制作）
- 中日之光（中国・上海電視台制作）
- MU-GEN（チバテレビ制作）
- 日曜日も!自転車でGO!（福島テレビ制作）
- ハワイアンLIVE in BIRDLAND（東京MXテレビ制作）
- 南の國から どぎゃんですか（熊本県・人吉球磨広域行政組合制作）
- ReMuTV（リアル・ミュージック・ファクトリー制作）
- The Tsuon Music（JCOM福岡制作）
- 弥次さん・喜多さん珍道中！ ええじゃないか。（三重テレビ放送制作）
- 青い森の国から（青森テレビ制作）
- がぶっと十勝（帯広シティーケーブル制作）[4]
- 十勝遺産（帯広シティーケーブル制作）

など

### 韓国「アリランTV」制作番組
いずれもサイマル放送。
- Arirang News
- Daily Drama
- Drama Theater
- Heart to Heart
- Hello World
- It's Korea
- Pops In Seoul
- Ranking Korea
- Wave Makers

### 台湾「マクロビュー（宏観電視）」制作番組
英語放送の「TAIWAN OUTLOOK」を除き中国語での字幕（テロップ、マクロビュー送出）表示を実施。
- 台視群星会
- 台語新聞
- 好主意好生意
- 台湾真善美
- 品牌台湾
- 漁楽宝島
- ニュース「僑社新聞」
- 少年特攻隊
- 魅力台湾
- 経済GO GO GO
- 興僑胞有約
- 台湾之音
- TAIWAN OUTLOOK
- 決戦濁水渓